# Fukutin-assoziiertes Protein
Fukutin-assoziiertes Protein, engl. Fukutin-related protein, kurz FKRP, ist ein Protein bei Eukaryoten. Kodiert wird das Protein vom  FKRP-Gen, das auf dem langen Arm von Chromosom 19 (19q13.32) lokalisiert ist. Mutationen in diesem Gen sind für mehrere Erbkrankheiten verantwortlich.

## Vorkommen
FKRP wird stark im Skelettmuskel, in der Plazenta und im Herzmuskel sowie schwach im Gehirn, der Lunge, der Leber, den Nieren und der Bauchspeicheldrüse gebildet (exprimiert).

## Funktion
Die Funktion von FKRP ist nicht sicher geklärt. Aufgrund von Homologien in der Aminosäuresequenz wird von einer Glykosyltransferase-Funktion ausgegangen. FKRP besitzt wie einige andere Glykosyltransferasen ein so genanntes DXD-Motiv. Es wird angenommen, dass FKRP an der Glykosylierung von α-Dystroglykan beteiligt ist. Dafür spricht auch, dass bei Muskelerkrankungen, die durch FKRP-Mutationen ausgelöst werden, α-Dystroglykan weniger stark glykosyliert ist. FKRP besitzt allerdings auch Sequenzhomologien mit Phosphoryl-Ligand-Transferasen.
In welchem Zellkompartiment FKRP vorkommt oder seine Funktionen ausführt ist ebenfalls noch unklar. FKRP wurde sowohl im Golgi-Apparat, im endoplasmatischen Retikulum als auch in der Zellmembran nachgewiesen.

## Medizinische Bedeutung
Mutationen im FKRP-Gen führen zu verschiedenen (allelischen) Muskelerkrankungen, die autosomal-rezessiv vererbt werden. Das klinische Spektrum ist sehr variabel. Folgende Erkrankungen oder Phänotypen, die alle zu den so genannten Dystroglykanopathien gezählt werden, können unterschieden werden:
- die kongenitalen Muskeldystrophien Walker-Warburg-Syndrom, Muskel-Auge-Gehirn-Krankheit und kongenitale Muskeldystrophie 1C (MDC1C, kongenitale Muskeldystrophie-Dystroglykanopathie Typ B5, MDDGB5)
- eine Form der Gliedergürteldystrophie, die LGMD2I (auch Gliedergürtel-Muskeldystrophie-Dystroglykanopathie Typ C5, kurz MDDGC5).

Die durch FKRP-Genmutationen hervorgerufenen Phänotypen des Walker-Warburg-Syndroms und der Muskel-Auge-Gehirn-Krankheit werden im Online-Katalog von Online Mendelian Inheritance in Man seit 2011 zusammengefasst als Kongenitale Muskeldystrophie-Dystroglykanopathie mit Fehlbildungen des Gehirns und der Augen Typ 5, kurz MDDGA5.